# Miengo
Miengo es un municipio y localidad de la comunidad autónoma de Cantabria (España). En 2023 contaba con una población de 5.199 habitantes, frente a los 3867 habitantes en 2005 (INE). Limita al norte con el Mar Cantábrico, al oeste con la ría de San Martín de la Arena, a cuya otra orilla se encuentra Suances, al sur con Polanco y al este con Piélagos.
La población de Miengo ha crecido en los últimos años, ya que el municipio queda dentro del área periurbana de Santander y las viviendas son más baratas. Las comunicaciones con la capital son la autovía A-67, la CA-232 y el ferrocarril de la compañía FEVE, que también comunica con Torrelavega y cuenta con sendas estaciones en Mogro y Gornazo. El municipio está muy bien comunicado por autobús de línea regular con Torrelavega a través de la compañía de autobuses Casanova.
Más de la mitad de la población activa del municipio trabaja en el sector servicios, por lo que el peso de la economía de Miengo depende de ese sector. La construcción y la industria son dos sectores que le siguen. En la última década el sector de la construcción ha ido en aumento en consecuencia del área de expansión turística y residencial en el que se ha convertido el municipio. El sector primario ha ido disminuyendo año tras año, siendo el porcentaje de trabajadores que se dedican a ese sector del 6,1%.
El municipio de Miengo cuenta con cinco playas: La playa de Usgo, la playa de Cuchía, la playa de los Caballos, la playa de Robayera y la playa de Usil (playa de Mogro). Este conjunto de playas, con el resto de la costa, forma un bello litoral que atrae al turismo a todo el municipio.

## Geografía
| Noroeste: mar Cantábrico | Norte: mar Cantábrico | Nordeste: mar Cantábrico |
| Oeste: Suances           |                       | Este: Piélagos           |
| Suroeste: Polanco        | Sur: Piélagos         | Sureste: Piélagos        |

### Islas

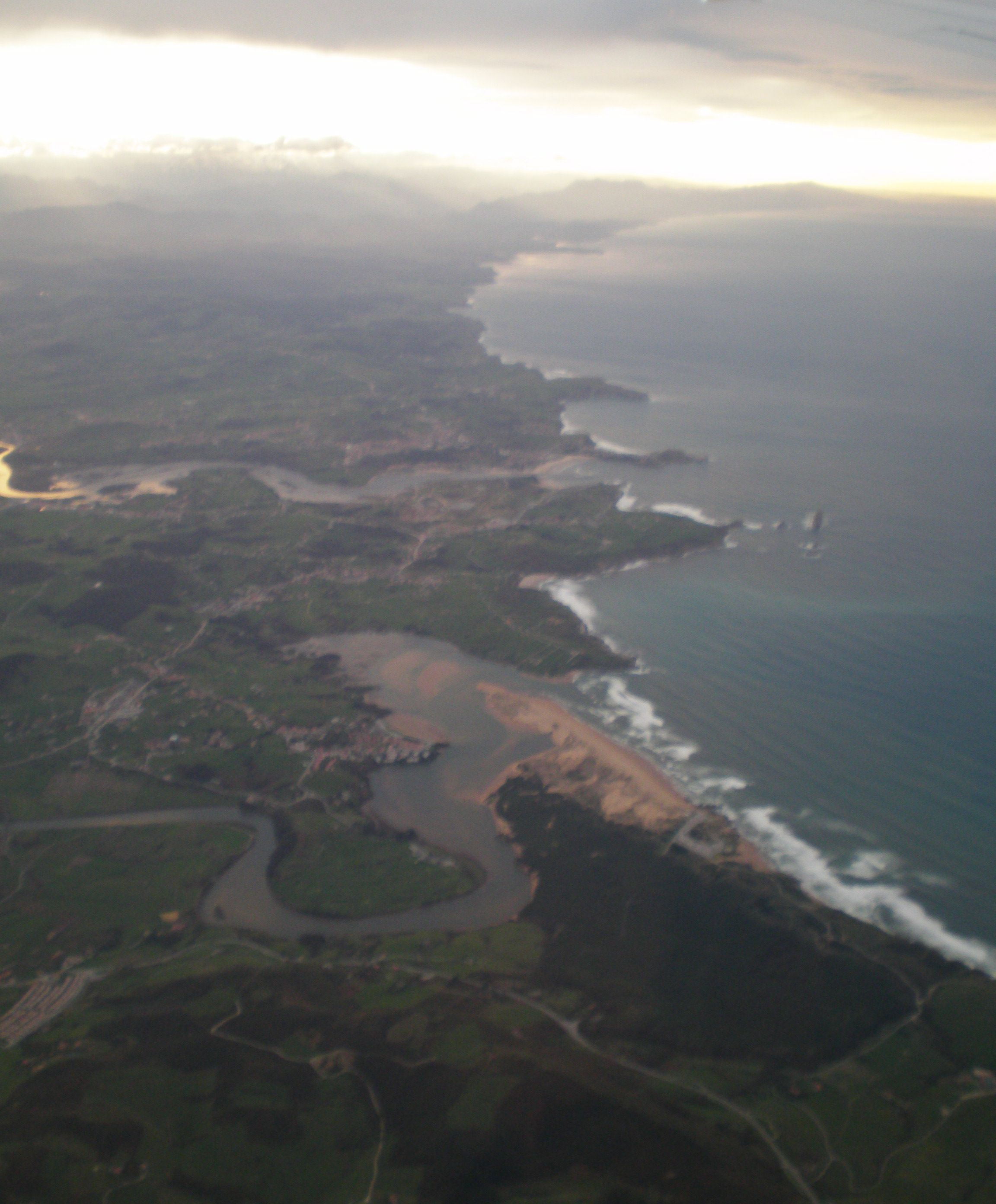
Vista aérea de Miengo, entre las rías de Mogro y San Martín de la Arena

Hay un grupo de cinco islas situadas al norte de la Punta del Cuerno:
- Isla de los Conejos: también llamada de Cabrera, está tendida de este a oeste, con 400 m de longitud, 75 m de anchura y con una altura de 53 metros. Es acantilada, escarpada por todos los lados y de difícil acceso. Es limpia, pues los pedruscos que tiene en su parte más meridional están casi unidos a su pie.
- Isla Pasiega: entre la isla de los Conejos y la punta del Cuerno se interpone la isla Pasiega. Es de poca altura, amogotada y cercada de arrecifes. Hay un paso franco de 8 a 10 m de profundidad entre las dos islas.
- Islas Casilda, Segunda y Solita: las tres islas restantes no son más que unos islotes peñascosos que están al este de la isla de los Conejos, franqueando canales entre sí para embarcaciones menores. Al sur de la isla Solita están las Palies, que son dos piedras que se descubren en la bajamar.

### Playas
En la costa del término municipal de Miengo hay 5 playas:
- Playa de Cuchía o Marzán
- Playa de los Caballos
- Playa de Usgo
- Playa de Robayera
- Playa de Usil (Playa de Mogro)

### Núcleo principal
Miengo es la capital del municipio. Está ubicada a 11 metros sobre el nivel del mar, en una hondonada junto al mar. En 2016 contaba con una población de 1383 habitantes (INE). Esta localidad tiene dos playas: la de Usgo y la de Robayera. A un kilómetro del núcleo urbano está la playa de Usgo, de arena fina, unos 50 metros de ancho y pendiente notable. La playa de Robayera es aún más pequeña: una cala de arena de 10 metros de ancho. 
De su patrimonio destacan:
- Ermita de la Virgen del Monte y retablo real con camarín (siglo XVII).
- Iglesia parroquial de San Miguel (siglo XVI).
- Palacio de Torre Herrera o de la Dehesa (siglos XVII-XVIII), en el barrio del Campo, con una torre y edificio adosado.
- Casa de Amparo Rial (1912), proyectada en estilo pintoresquista inglés por el arquitecto Javier González de Riancho. Situada en el barrio de Peñas Blancas.
- Colección de arte contemporáneo de carácter municipal, con obras, entre otros, de Antón Patiño Pérez, Albert Ràfols Casamada, Antoni Tàpies (dibujos), Rafael Canogar, Juan Genovés, Josep Guinovart (en técnicas mixtas) o grabados de Chillida y Muñoz.

## Demografía
Miengo cuenta con una población de 5234 habitantes (INE 2024).
| Gráfica de evolución demográfica de Miengo entre 1842 y 2021                                                        |
| |
| Población de derecho según los censos de población del INE Población de hecho según los censos de población del INE |

Miengo ha experimentado una gran transformación en el plano demográfico, puesto que ha triplicado su población en el último siglo. De este modo se ha configurado en la actualidad como un área turística y residencial en auge.
La expansión poblacional se ha visto contribuida por la oferta inmobiliaria del municipio, con precios más asequibles, y su belleza natural como elemento de atracción. Las playas y en definitiva la belleza de su litoral, atraen a población de otros lugares.
El hecho de ser una zona bien comunicada con la capital Santander y con la ciudad de Torrelavega, ha sido beneficioso para que la población crezca en esas dimensiones en un núcleo tradicionalmente rural. Véase el gran incremento de población durante la última década en la tabla.

### Transporte

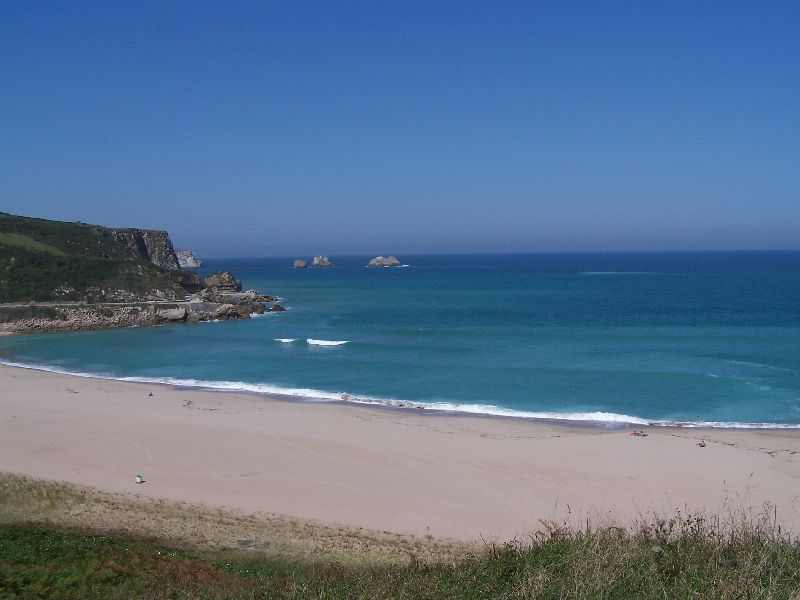
Playa de Usgo

Por el término municipal de Miengo discurren las siguientes carreteras de la Red Secundaria de Carreteras de Cantabria:
- CA-232: Puente Arce - Miengo - Requejada

Y las siguientes carreteras de la Red Local:
- CA-322: Mogro - Mar
- CA-323: Mogro - Abra del Pas
- CA-325: Miengo - Bárcena de Cudón
- CA-326: Miengo - Cuchía
- CA-327: Cudón - Bárcena de Cudón

## Economía
Un 6,1 % de la población del municipio se dedica al sector primario, un 19,1 % a la construcción, un 19,4 % a la industria y un 55,4 % al sector terciario. En el municipio la tasa de actividad es de 52,2 % y la tasa de paro es de 11,4 %, mientras que la media en Cantabria está en torno al 52,5 % y 14,2 % respectivamente. Predomina por tanto el sector servicios.

## Administración y política

### Gobierno municipal
Marino García Herrera (PP) es el actual alcalde del municipio.
| Partido político                         | 2023  | 2023  | 2023       | 2019  | 2019  | 2019       | 2015  | 2015  | 2015       | 2011  | 2011  | 2011       | 2007  | 2007  | 2007       |
| Partido político                         | Votos | %     | Concejales | Votos | %     | Concejales | Votos | %     | Concejales | Votos | %     | Concejales | Votos | %     | Concejales |
| Partido Popular (PP)                     | 1336  | 47,32 | 7          | 875   | 32,57 | 4          | 894   | 34,24 | 4          | 1344  | 49,83 | 6          | 1328  | 50,21 | 6          |
| Partido Socialista Obrero Español (PSOE) | 396   | 14,02 | 2          | 375   | 13,96 | 2          | 405   | 15,51 | 2          | 554   | 20,54 | 2          | 695   | 26,28 | 3          |
| Partido Regionalista de Cantabria (PRC)  | 382   | 13,53 | 2          | 705   | 26,24 | 3          | 787   | 30,14 | 3          | 616   | 22,84 | 3          | 538   | 20,34 | 2          |
| Verdes Equo                              | 360   | 12,75 | 1          | 519   | 19,32 | 2          | 454   | 17,39 | 2          | —     | —     | —          | —     | —     | —          |
| Vox                                      | 204   | 7,22  | 1          | —     | —     | —          | —     | —     | —          | —     | —     | —          | —     | —     | —          |

### Organización territorial
Los 5199 habitantes (ICANE, 2023), se reparten entre:
- Bárcena de Cudón, 398 hab.
- Cuchía, 674 hab.
- Cudón, 929 hab.
- Gornazo, 113 hab.
- Miengo (capital), 1451 hab.
- Mogro, 1634 hab.

## Cultura

### Patrimonio
Destaca en este municipio la Cueva de Cudón, bien de interés cultural con categoría de zona arqueológica.

### Fiestas
Las fiestas más conocidas del lugar, organizadas por el Ayuntamiento de Miengo con la colaboración de las respectivas comunidades de vecinos, son las siguientes:
- Las fiestas de San Isidro Labrador en Bárcena de Cudón, el día 15 de mayo.
- Las fiestas de San Juan en Cuchía, el día 24 de junio.
- Las fiestas de San Esteban en Cudón, el día 3 de agosto.
- Las fiestas de la Virgen del Monte (patrona del Ayuntamiento de Miengo) son actualmente las de mayor trascendencia en el municipio, y se celebran en Mogro. Aunque la fecha de celebración era habitualmente el día 24, los juegos infantiles, talleres y demás actividades comienzan una semana antes. Sin duda lo más importante de las fiestas son las galas presentadas por celebridades, actuaciones de cantantes y humoristas, pase de modelos, misses, fuegos artificiales, etc.
- Las fiestas de San Roque en el barrio de Poo de Miengo, el día 16 de agosto.
- Las fiestas de los Santos Mártires en Bárcena de Cudón, el día 30 de agosto.
- Las fiesta de la Diosa Ecología, la cual es de reciente implantación (desde 1989) y se celebra el último domingo del mes de agosto, en la playa de Mogro.
- Las fiestas de San Nicolás en Gornazo, el día 10 de septiembre.
- Las fiestas de San Miguel Arcángel en Miengo, concretamente al lado del ayuntamiento, el día 29 de septiembre.
- Las fiestas de San Martín en Mogro, el día 11 de noviembre.